# Otto Neuhoff
Otto Neuhoff (* 11. Mai 1959 in Honnef) ist ein Kommunalbeamter und hauptamtlicher Bürgermeister (parteilos) der Stadt Bad Honnef im Rhein-Sieg-Kreis in Nordrhein-Westfalen.

## Ausbildung
Nach dem Abitur 1978 am Siebengebirgsgymnasium Bad Honnef studierte Neuhoff Rechtswissenschaft an der Rheinischen Friedrich-Wilhelms-Universität Bonn. Von 1984 bis 1987 war er als Referendar am Landgericht Wuppertal tätig.

## Beruflicher Werdegang
1987 begann Neuhoff seine Laufbahn im höheren Dienst bei der Deutschen Bundespost. Dort bekleidete er verschiedene Funktionen. Später war er bei der Postbank und der Deutschen Telekom tätig. Parallel baute er seit 2013 eine nebenberufliche Beratertätigkeit auf. 
Bei der Stichwahl am 15. Juni 2014 wurde Otto Neuhoff, der als gemeinsamer Kandidat von FDP, Grünen, Bürgerblock (BB) sowie der Freien Wähler Gemeinschaft (FWG) antrat, mit 61,6 Prozent der abgegebenen Stimmen als Nachfolger von Wally Feiden zum Bürgermeister gewählt. 2020 holte er, unterstützt von CDU, FDP und BB, bereits im ersten Wahlgang 55,95 % der Stimmen und wurde damit für weitere fünf Jahre im Amt bestätigt.

## Sonstiges
In seiner Freizeit tritt Neuhoff mit seiner Band Bäd Honnef bei Veranstaltungen auf. Sportlich aktiv war er im Tischtennis sechs Jahre in der Bundesliga mit dem TTF Bad Honnef.
Otto Neuhoff ist verheiratet, hat drei Kinder und zwei Enkel.

## Werk
- Neuordnung der Telekommunikation in Deutschland in: Telekommunikation 1996, 17 ff. – Jahrbuch für Unternehmens-Management